# 条里 (横手市)
条里（じょうり）は、秋田県横手市の町丁。郵便番号は013-0060。人口は626人、世帯数は276世帯（2020年10月1日現在）。現行行政地名は条里一丁目から条里三丁目までで、全域で住居表示が実施されている。旧横手市前郷・婦気大堤・横手町の各一部。

## 地理
横手市の中央部、横手地域の中央部に位置しており、東で梅の木町・三枚橋・駅西、北西で横手町、南で婦気大堤と隣接する。横手市消防本部が入る横手市役所条里北庁舎や、同条里南庁舎、勤労者等福祉施設（サンサン横手）、横手体育館、横手武道館などが所在しており、公共公益施設の集積地となっている。それ以外は住宅街と商業地帯が広がっており、その他に3つの街区公園がある。
全域が都市計画区域に含まれるが、区域区分非設定区域となっている。都市計画法上の用途地域では北部の条里三丁目付近が第二種住居地域に、県道48号横手東由利線（横手環状線の一部）と市道駅西線の沿線が近隣商業地域に、これらの路線と国道13号に挟まれた地区が近隣商業地域に指定されている。
域内の区画は1979年（昭和54年）度から実施された「駅西地区土地区画整理事業」によって整備されたもので、2009年（平成21年）度に完工した。

### 地名の由来
現行の地名である「条里」は、2009年（平成21年）に実施された住居表示の際に命名されたものである。古代に制定された土地制度「条里制」（横手条里制遺構）がこの地にあったとされることから命名された。
町名の決定にあたっては、住居表示審議会において、「条里」という語は土地を区画整理したものはすべて含まれるが故に、条里制の遺構が由来であるならば「条里跡」とすべきではないか、という意見も出された。一方で、住民からは「町名に『跡』がつくのは印象がよくない」との意見もあり、最終的には「条里」とすることに決定されたという経緯がある。

## 歴史

### 町名の変遷
以下はすべて住居表示実施に伴う変更。
| 実施後     | 実施年月日      | 実施前（各町ともその一部） |
| ---------- | --------------- | -------------------------- |
| 条里一丁目 | 平成21年2月23日 | 前郷字下三枚橋             |
| 条里一丁目 | 平成21年2月23日 | 婦気大堤字下久保           |
| 条里二丁目 | 平成21年2月23日 | 横手町字一ノ口             |
| 条里二丁目 | 平成21年2月23日 | 横手町字四ノ口             |
| 条里二丁目 | 平成21年2月23日 | 横手町字下飛瀬             |
| 条里三丁目 | 平成21年2月23日 | 横手町字一ノ口             |
| 条里三丁目 | 平成21年2月23日 | 横手町字二ノ口             |

## 世帯数と人口
2020年（令和2年）10月1日現在の世帯数と人口は以下の通りである。
| 丁目       | 世帯数  | 人口  |
| ---------- | ------- | ----- |
| 条里一丁目 | 134世帯 | 305人 |
| 条里二丁目 | 62世帯  | 141人 |
| 条里三丁目 | 80世帯  | 180人 |
| 計         | 276世帯 | 626人 |

### 人口・世帯数の推移
以下は国勢調査による2010年（平成22年）以降の人口の推移。
| 年                 | 人口 |
| ------------------ | ---- |
| 2010年（平成22年） | 451  |
| 2015年（平成27年） | 527  |
| 2020年（令和2年）  | 626  |

以下は国勢調査による2010年（平成22年）以降の世帯数の推移。
| 年                 | 世帯数 |
| ------------------ | ------ |
| 2010年（平成22年） | 189    |
| 2015年（平成27年） | 242    |
| 2020年（令和2年）  | 276    |

## 小・中学校の学区
市立小・中学校に通う場合、学区（校区）は以下の通りとなる。
| 町丁       | 小学校               | 中学校               |
| ---------- | -------------------- | -------------------- |
| 条里一丁目 | 横手市立横手南小学校 | 横手市立横手南中学校 |
| 条里二丁目 | 横手市立横手南小学校 | 横手市立横手南中学校 |
| 条里三丁目 | 横手市立横手南小学校 | 横手市立横手南中学校 |

## 交通

### 鉄道
域内に駅はない。最寄り駅は■奥羽本線、■北上線の横手駅。

### バス
羽後交通
- 横手市循環バス
  - （22）一の口 - （23）ハッピータウン … （31）体育館前 - （32）横手市役所条里南庁舎前 - （33）北都銀行横手西支店前

### 道路
- 国道13号（横手バイパス）
- 秋田県道48号横手東由利線

## 施設

### 公共
- 横手市役所 条里北庁舎（一丁目1番1号）[12]
  - 横手市消防本部

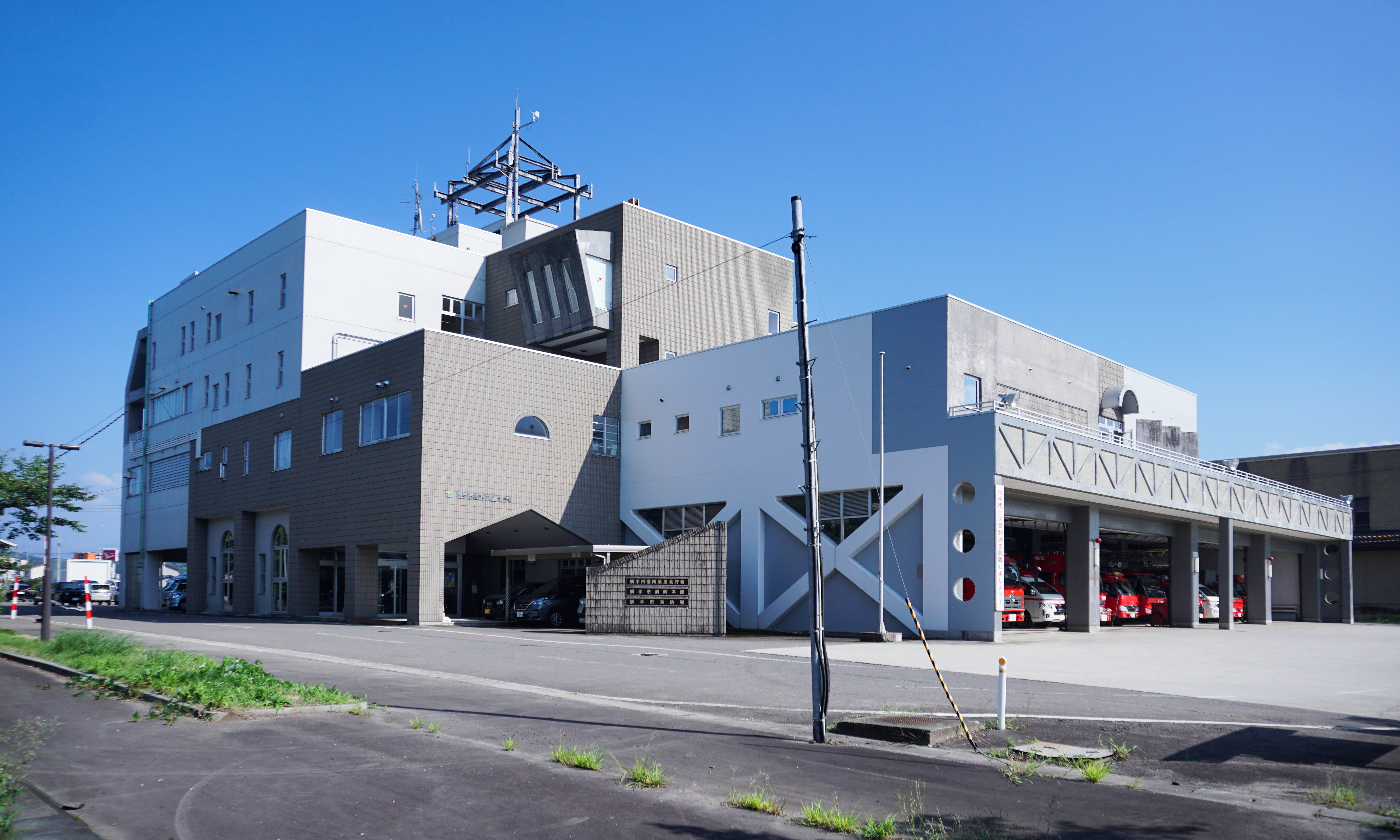
横手市役所 条里北庁舎

- 横手市役所 条里南庁舎（一丁目1番64号）[13]
- 横手市横手体育館（二丁目2番40号）[14]
- 横手市横手武道館（二丁目1番5号）[15]
- 横手市勤労者等福祉施設「サンサン横手」（二丁目1番15号）[16]

### 公園
- 下三枚橋公園（一丁目地内）[17]
- 下飛瀬公園（一丁目地内）[17]
- 二ノ口公園（三丁目地内）[17]

### 事務所

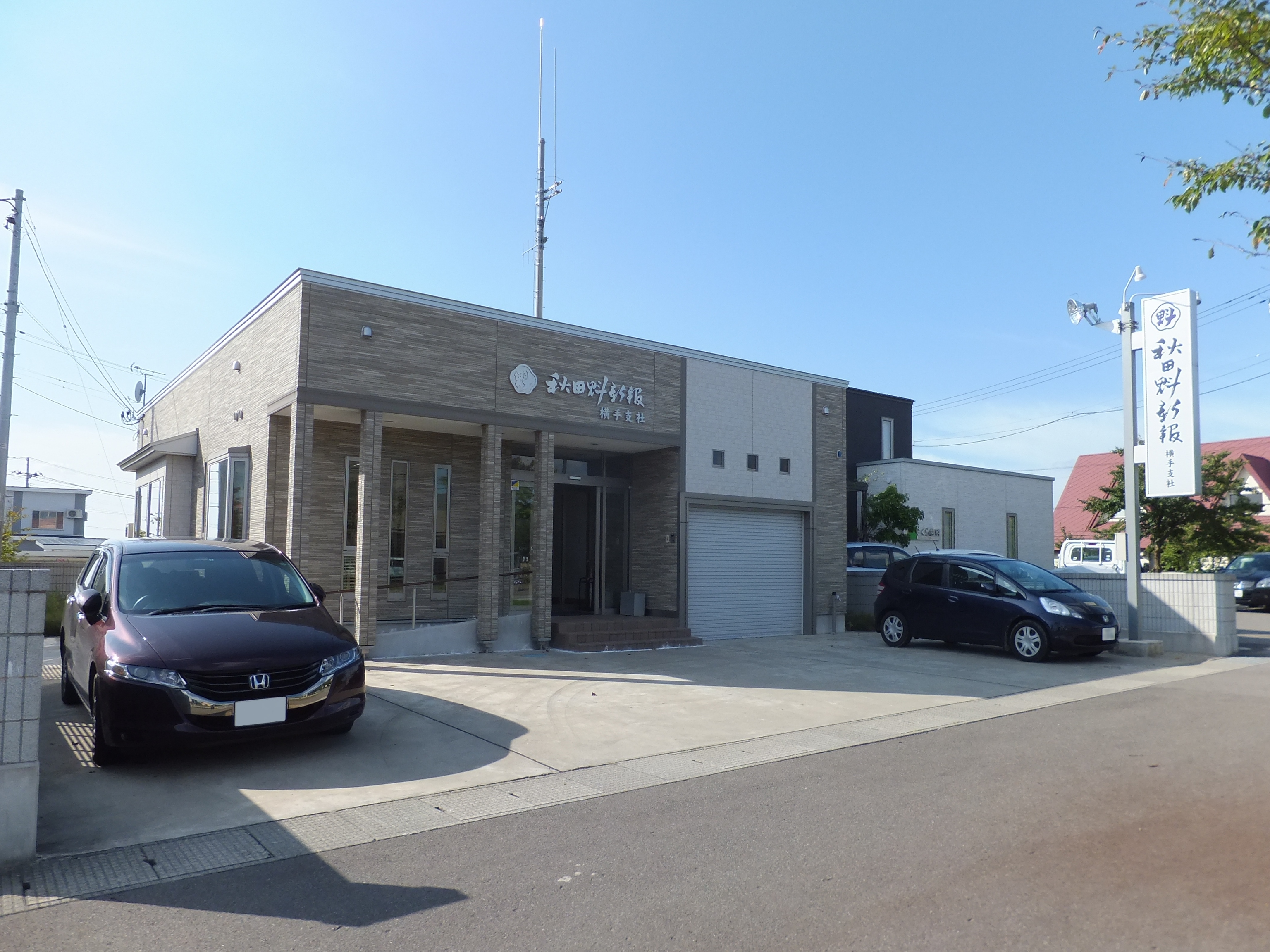
秋田魁新報社 横手支社

- 秋田魁新報社 横手支社（一丁目17番3号）[18]

### 店舗

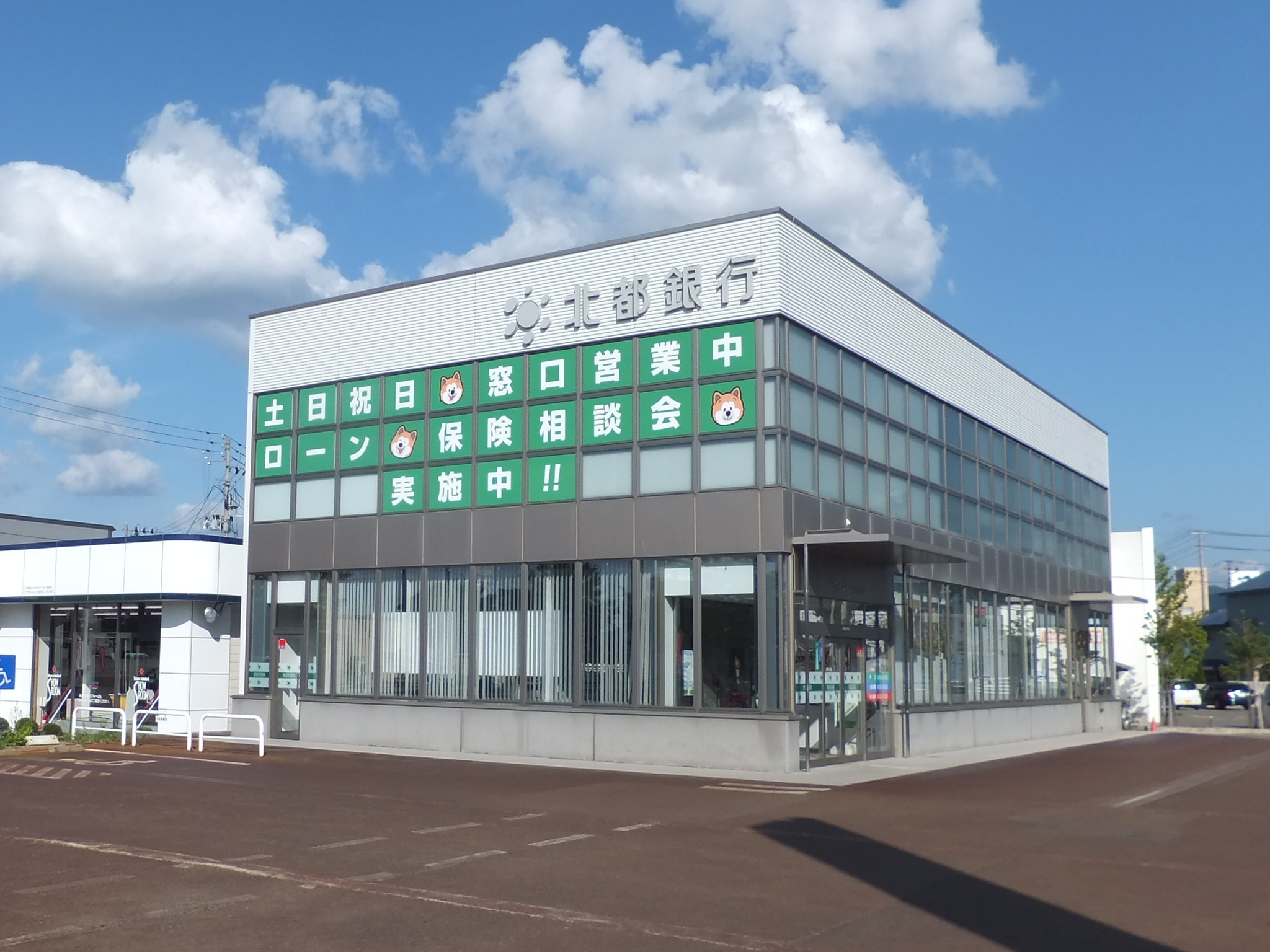
北都銀行 横手西支店

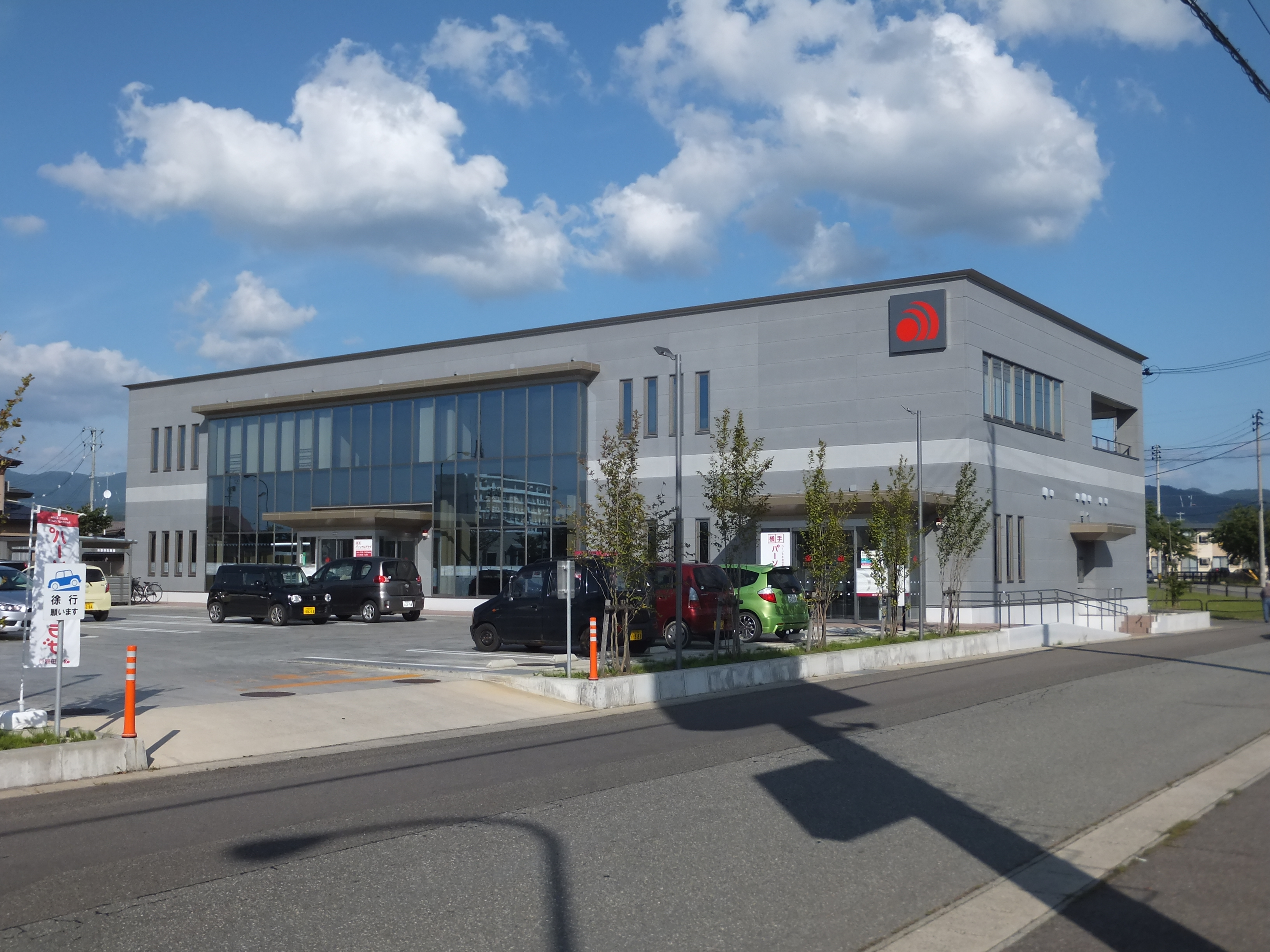
秋田銀行 横手条里支店

- 秋田ダイハツ販売 横手店（一丁目6番11号）[19]
- スターバックス コーヒー 横手店（一丁目6番21号）[20]
- ソフトバンク横手（一丁目6番23号）[21]
- アート写真館（一丁目7番23号）[22]
- 秋田銀行 横手条里支店（一丁目12番21号）[23]
- 北都銀行 横手西支店（一丁目13番25号）[24]
- タカラスタンダード 横手ショールーム（一丁目13番28号）[25]
- アクアス 横手店（一丁目14番3号）[26]
- ほっともっと 横手条里店（一丁目17番14号）[27]
- ドンドンダウン オン ウェンズデイ 横手店（二丁目4番11号）[28]
- 薬王堂 横手店（二丁目4番12号）[29]
- apollostation オートピュア横手SS（二丁目5番4号）[30]
- T×T GARAGE 横手店（二丁目8番11号）[31]
- スバル東北 横手店（二丁目8番14号）[32]
- ハッピータウン
  - MEGAドン・キホーテ 横手店（三丁目2番4号）[33]
  - ニューライフカネタ 横手店（三丁目2番7号）[34]
  - ダイソー 横手ハッピータウン店（三丁目2番7号）[35]
  - バースデイ 横手店（三丁目2番8号）[36]
  - シュープラザ 横手店（三丁目2番61号）[37]
  - コメダ珈琲店 横手ハッピータウン店（三丁目2番）[38]
- スシロー 横手店（三丁目11番14号）[39]
- 日産サティオ秋田 横手店（三丁目12番8号）[40]
- ブックオフ 13号横手店（三丁目12番15号）[41]
- auショップ 横手中央（三丁目12番20号）[42]